# Guillermo Feliú
Guillermo Feliú Cruz (Talca, antigua provincia de Talca; 3 de mayo de 1900 - Santiago, 30 de noviembre de 1973) fue un historiador, bibliófilo y académico chileno.

## Biografía
Fue hijo de Pedro Guillermo Feliú Gana y de Blanca Cruz Vergara. Se trasladó cuando niño a Santiago, donde realizó sus estudios en el Instituto Nacional y en el Liceo de Aplicación. Ingresó luego a la Facultad de Derecho de la Universidad de Chile, carrera que no terminó para dedicarse a sus estudios sobre historia.
Cuando tenía 16 años publicó su primer artículo en la Revista Chilena de Historia y Geografía y a los 20 se convirtió en bibliotecario del Instituto Nacional. A sus 21 años, bajo la tutela de Enrique Matta Vial fue nombrado conservador del Museo Histórico Nacional y director de la Revista Chilena. En 1925 fue nombrado por José Toribio Medina como conservador de su propia biblioteca, que fue donada a la Biblioteca Nacional. Entre 1960 y 1967 llegó a tener en su cargo la Dirección de Bibliotecas, Archivos y Museos, periodo en que fundó la revista Mapocho.
En el ámbito académico fue docente en el departamento de historia del Instituto Pedagógico de la Universidad de Chile, y en 1954 alcanzó la cátedra de Historia de Chile.
Como historiador fue autor de cerca de 500 publicaciones, destacando sus estudios sobre la difusión y recopilación de fuentes históricas —especialmente del siglo XIX—, biográficos, historiográficos y de historia jurídica y de las instituciones.
Algunas de sus obras son: Durante la república, Chile visto a través de Agustín Ross, En torno de Ricardo Palma y La primera misión de los Estados Unidos en Chile.

## Obras
- La primera misión de los Estados Unidos de América en Chile (1926)
- La biblioteca americana de don José Toribio Medina (1927)
- Vida de Don Manuel Antonio Talavera, primer cronista de la Revolución de la Independencia de Chile (1935)
- 1891-1924: Chile visto a través de Agustín Ross. Ensayo de interpretación (1950)
- San Martín y la campaña libertadora del Perú (un documento del general don Francisco Antonio Pinto) (1951)
- Durante la república: perfiles de la evolución política, social y constitucional (1951)
- Benjamín Vicuña Mackenna, el historiador (1958)
- José Toribio Medina. La formación del bibliógrafo: estudio crítico (1958)
- Alessandri: personaje de la historia, 1868-1950 (1968)
- Ramón A. Laval (1862-1929): la bibliografía de bibliografías chilenas (1969)
- Santiago a comienzos del siglo XIX: crónica de los viajeros (1970)
- Martín Gusinde. La bibliografía de la Isla de Pascua y la de antropología chilena (1970)
- La abolición de la esclavitud en Chile (1973)